# Xinhe (Aksu)
| Uigurische Bezeichnung          | Uigurische Bezeichnung |
| ------------------------------- | ---------------------- |
| Arabisch-Persisch (Kona Yeziⱪ): | توقسۇ ناھىيىسى         |
| Lateinisch (Yengi Yeziⱪ):       | Toⱪsu Naⱨiyisi         |
| Chinesische Bezeichnung         |                        |
| Kurzzeichen:                    | 新和县                 |
| Umschrift in Pinyin:            | Xīnhé Xiàn             |

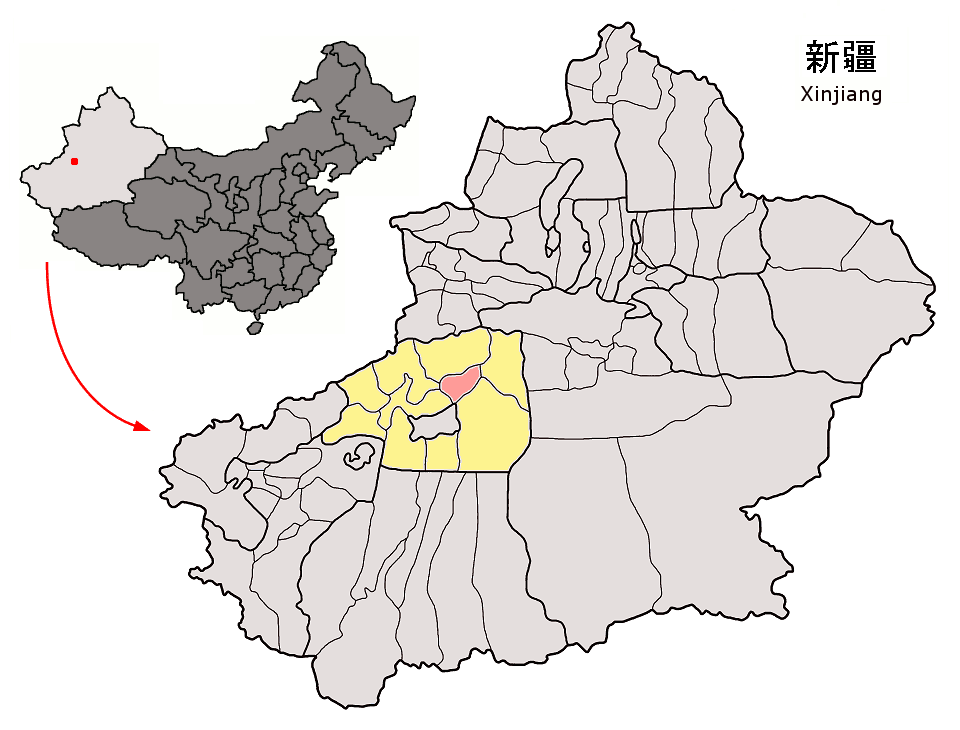
Lage von Toksu im Regierungsbezirk Aksu von Xinjiang

Der Kreis Xinhe (uighurisch: Toksu) des Regierungsbezirks Aksu liegt im Uigurischen Autonomen Gebiet Xinjiang der Volksrepublik China. Er hat eine Fläche von 5.831 km² und zählt 172.064 Einwohner (Stand: Zensus 2010). Sein Hauptort ist die Großgemeinde Xinhe (新和镇).
Die tangzeitliche Stätte der Stadt Tonggusibashi (Tonggusibaxi chengzhi 通古斯巴西城址) steht seit 2006 auf der Liste der Denkmäler der Volksrepublik China (6-220).

## Verwaltung
Der Kreis Xinhe (Toksu) verwaltet folgende Großgemeinden und Gemeinden:
Großgemeinden  (镇 zhèn):
- 新和镇 Xinhe
- 尤鲁都斯巴格镇  Youludousibage
- 依其艾日克镇 Yiqiairike

Gemeinden (乡 xiāng):
- 排先巴扎乡 Paixianbazha
- 塔木托格拉克乡 Tamutuogelake
- 塔什艾日克乡 Tashenairike
- 渭干乡 Weigan
- 玉其哈特乡 Yuqihate